# Весло

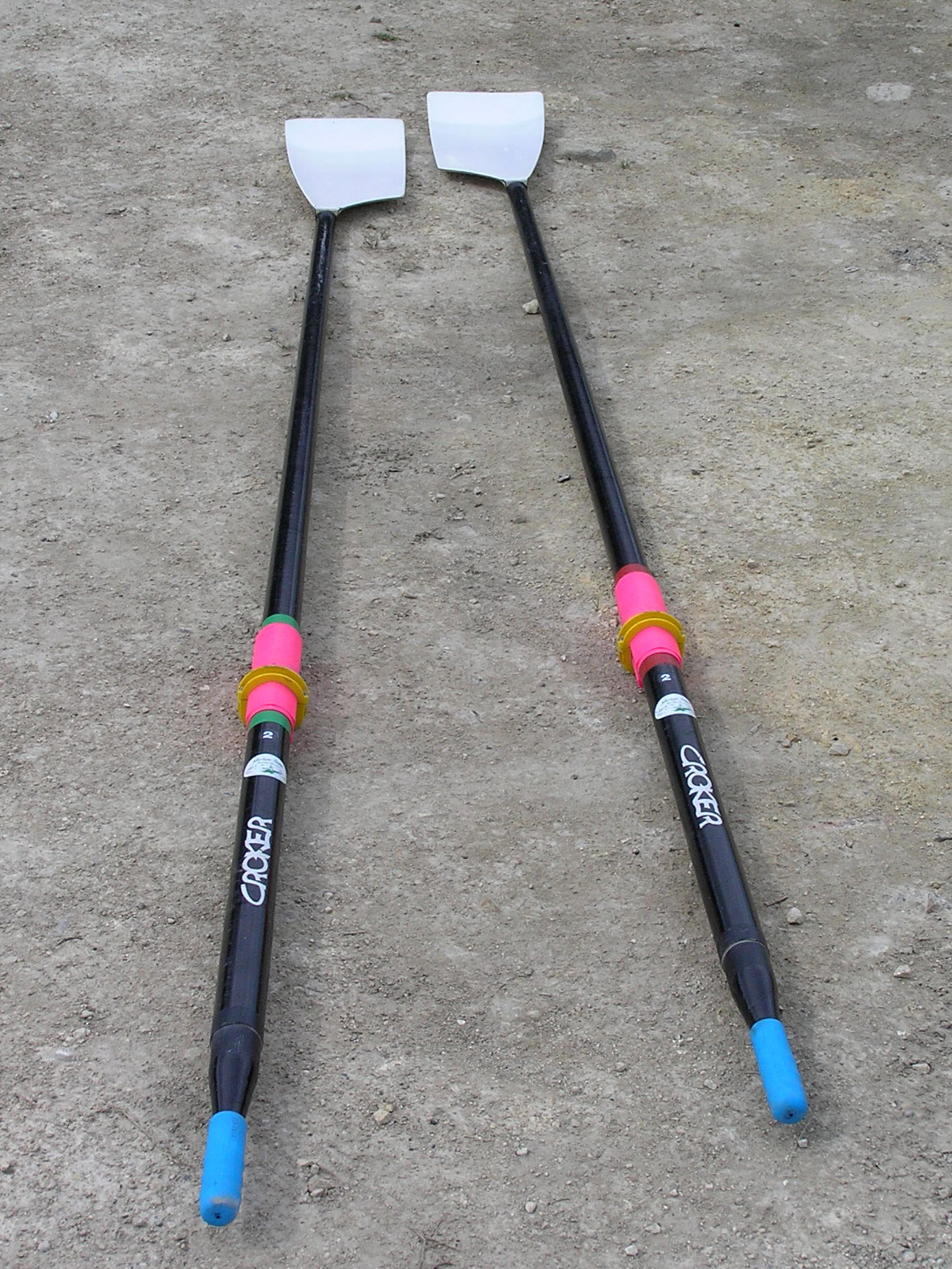
Пара весел. Лопаті розташовані у верхній частині зображення, держаки — в нижній частині. Зверніть увагу, як веретено з'єднується не із середньою лінією лопаті (як звичайно), а в кут лопатей.

Весло́ — знаряддя у вигляді лопаті на кінці довгої жердини, за допомогою якої переміщають човен, гребне судно (це називається веслуванням чи гребнею).

## Назва
Слово «весло» пов'язане за походженням з «везти» і виводиться з прасл. *veslo < *vez-slo < пра-і.є. *veǵhslom. Вважається спорідненим з лат. velum («вітрило»).
Відомі й інші позначення цього знаряддя: «гребка», «опачи́на», «бабайка» (велике, прикріплене до човна). Довге весло, закріплене на кормі і призначене для управління замість стерна, називалося «прави́ло», «кормило» (іноді просто кермове весло).

## Історія
Весло використовується з періоду раннього неоліту. Дерев'яні весла, разом з човноподібною керамікою, датовані 5000–4500 рр. до н. е., виявлені в Китаї на розкопках культури Хемуду в Юяо, провінція Чжецзян. У 1999 році в Японії, в префектурі Ісікава, із землі було видобуте весло довжиною 63,4 см, що датується 4000 р. до н. е.

## Будова

Будова весла:
1 — ручка;
2 — держак;
3 — манжета;
4 — веретено;
5 — лопать;
6 — оковка

Весло кочетового типу складається з таких елементів:
- Ручка (вузький край держака) — те місце, за яке весляр тримається руками.
- Держак[11], держално, держало — потовщена частина весла від кочета до ручки, шестигранної, чотиригранної чи круглої форми. Виконує роль противаги, полегшуючи процес веслування. Повинен бути трохи легшим, ніж решта весла; це перевантаження називається водовагомість. Якщо водовагомість завелика, тобто забортна частина весла дуже важка, то в держак наливають свинець. Кінець держака може бути споряджений відпорним гаком. На розпашних веслах для академічного веслування і вельботів, на веслах для прогулянкових човнів, яликів, а також безкочетових веслах держаки відсутні. Для врівноважування кочетових весел без держака у веретені ближче до ручки можуть просвердлювати 3-4 гнізда, куди заливається свинець[12].
- Веретено — частина весла від лопаті до держака, завжди кругла, у вигляді жердини; те місце, де веретено переходить у держак, обшивається по великій частині шкірою для того, щоб дерево не перетиралося об кочет[12].
- Лопать — широкий край весла, завжди більш-менш плоский, на кінці оббитий смужкою міді або бляхи (оковкою); опускається при веслуванні (при правильному — 3/4 лопаті) у воду і служить точкою опори для весла. Лопаті можуть мати різну форму. Видовжені з плоскою робочою поверхнею і ребром жорсткості на тильному боці найбільш поширені. Увігнуті ложкоподібні краще захоплюють воду й уможливлюють веслувати швидше, але менш міцні[12]. Лопаті спортивних весел може бути таких типів:
  - «Тесак» (англ. cleaver, hatchet) — найбільш поширений і універсальний.
  - «Ложка» (macon, spoon, tulip, shovel)
  - «Стандартний» (square, standard)

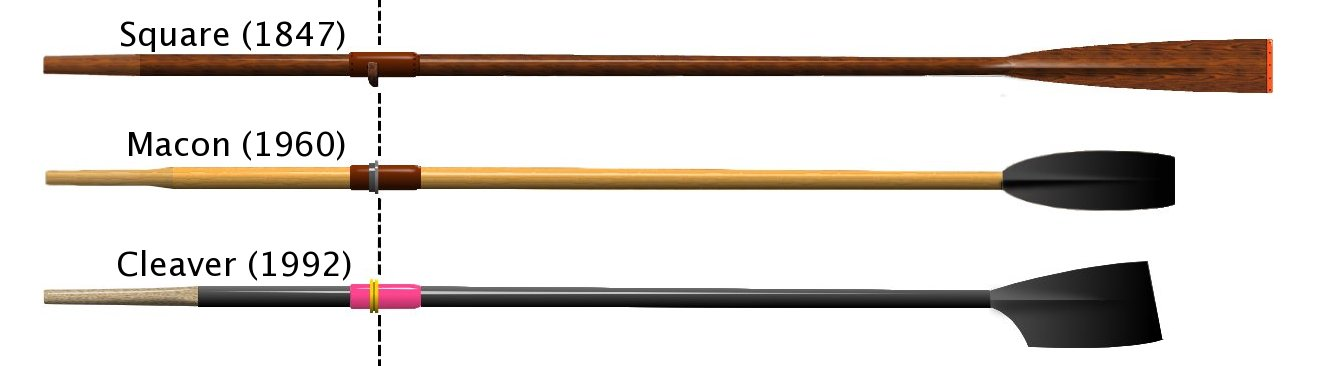
Типи лопатей спортивного весла (зверху вниз): «стандартний» «ложка» «тесак»

Дерев'яні весла робляться переважно з ялини та ясену. Так само застосовуються металеві та пластмасові.

## Класифікація

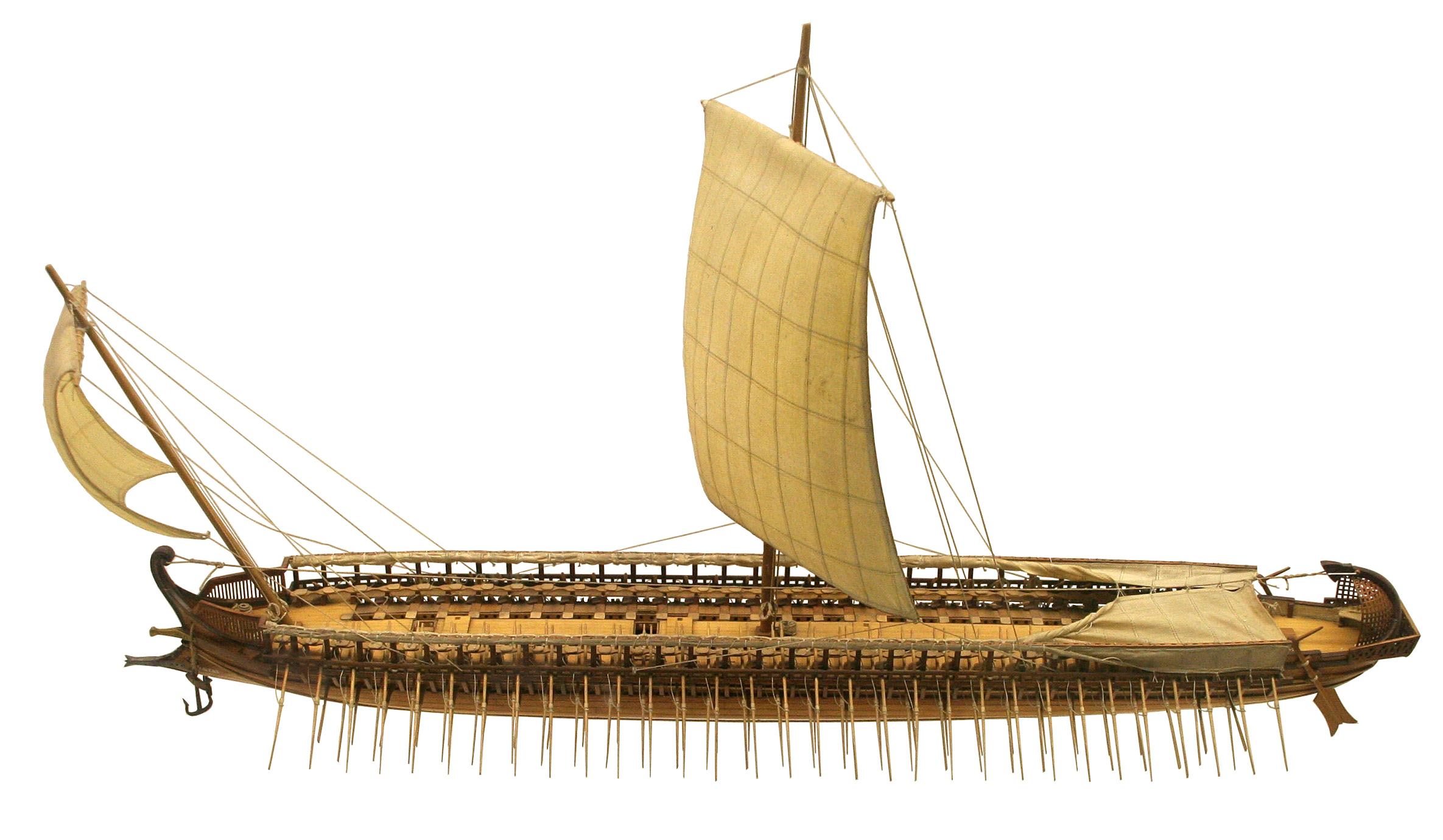
Трієра — веслове судно

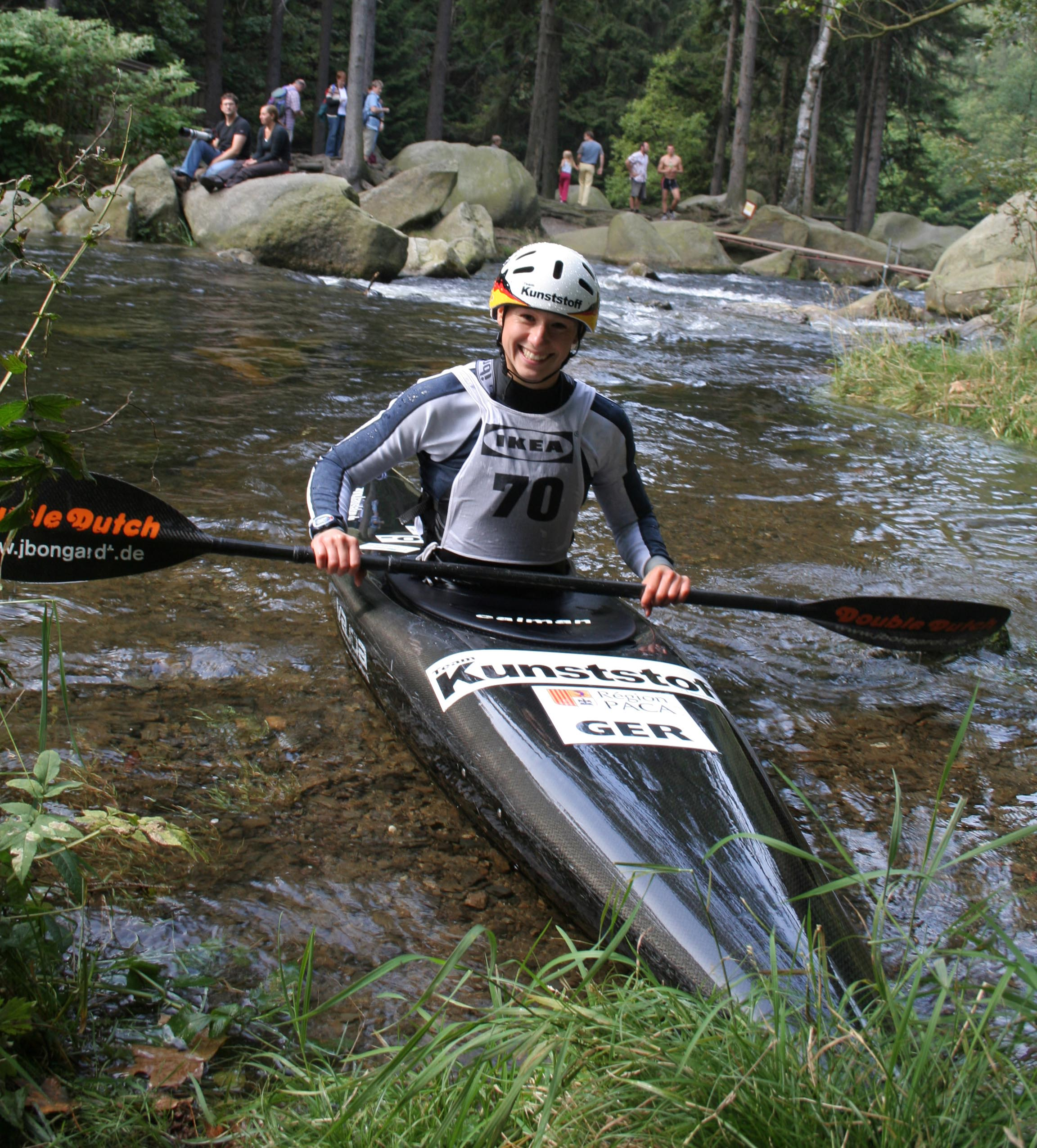
Дволопатеве весло для веслувального слалому

### За родом веслування
Кочетові
Кочетові весла закріпляються рухомо на спеціальному гнізді, шарнірі, який називається кочетом. Лаву для весляра зовуть банкою.
- Для катерного веслування — з держаком чи без нього. Веслярі сидять по двоє на банці і кожний гребе одним веслом[12].
- Розпашні — з довгим веретеном без держака, застосовуються для розпашного веслування[15]. Розпашні весла можуть мати до 6 метрів довжини. Веслярі сидять по одному на банці і кожний гребе одним веслом[12].
- Для парного веслування — обома веслами гребе один весляр. Такий тип веслування використовується на яликах, прогулянкових і гумових рибальських човнах[12].

На старовинних гребних суднах на кожному веслі сиділо по кілька веслярів. На грецьких і римських суднах (біремах, триремах, квадриремах, квінквіремах), веслярі сиділи в два-три ряди, один вищий від одного: весла верхнього ряду мали величезну довжину, тому на кожне весло призначалося до 6 веслярів.
Безкочетові
На відміну від кочетових весел, дія яких передається човну через кочет, у безкочетових дія передається через точки опори весляра (банку, ножні упори).
- Дволопатеві — коли на лавці сидить один весляр і гребе одним веслом. Такі весла використовують на байдарках, каяках. Такі весла можуть бути і нерозбірними, і розбірними — з двох частин, сполучених з'єднувальною трубкою. Може мати як плоскі, так і ложкоподібні лопаті. На веретено надівають гумові чи мотузяні кілечка, які затримують стікання води до рук весляра[12].
- Однолопатеві — вживаються на каное[16], у рафтингу. У верхній частині весла коротка перекладка, яку весляр охоплює другою рукою[12].

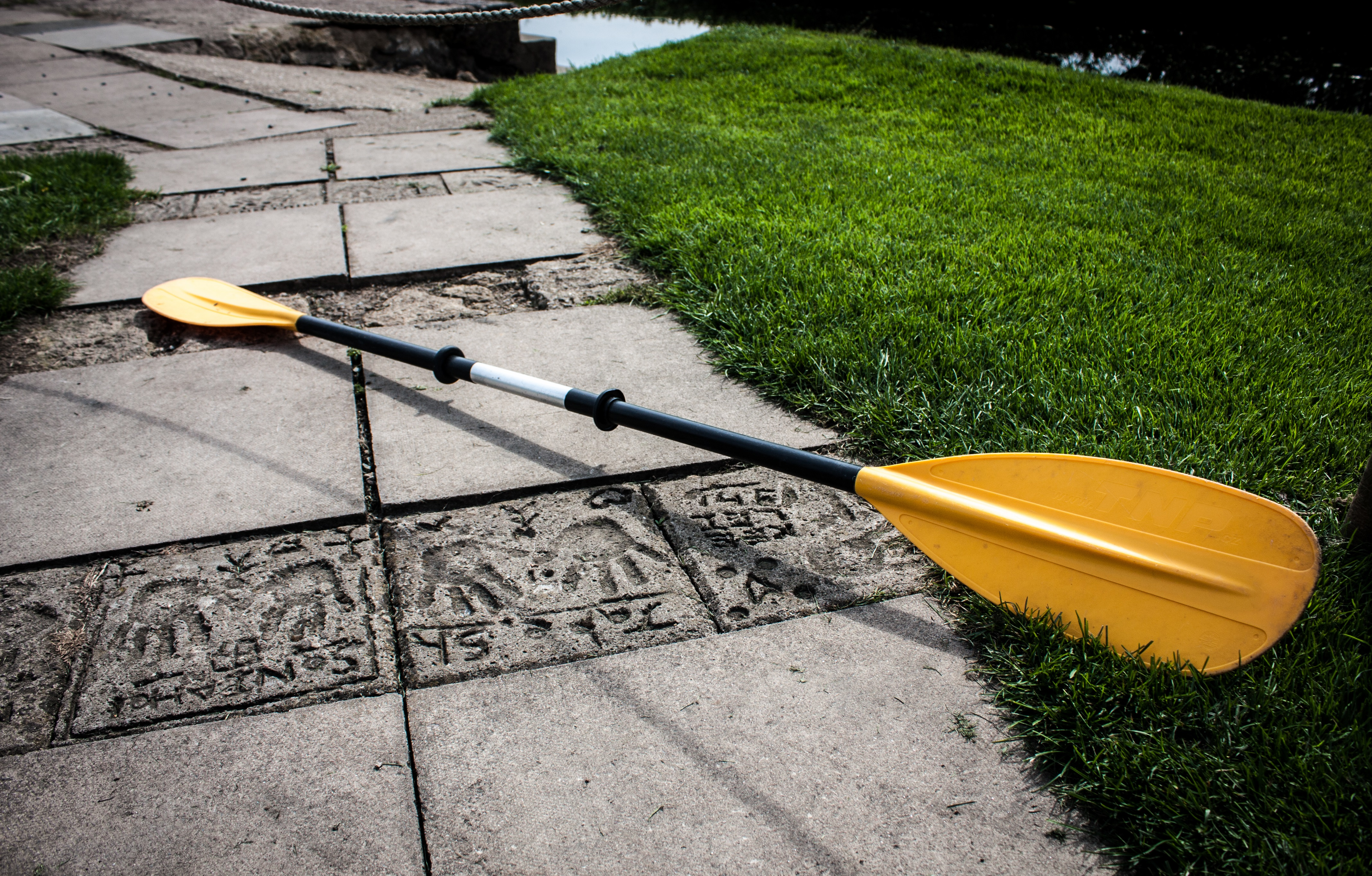
Дволопатеве (байдаркове) весло
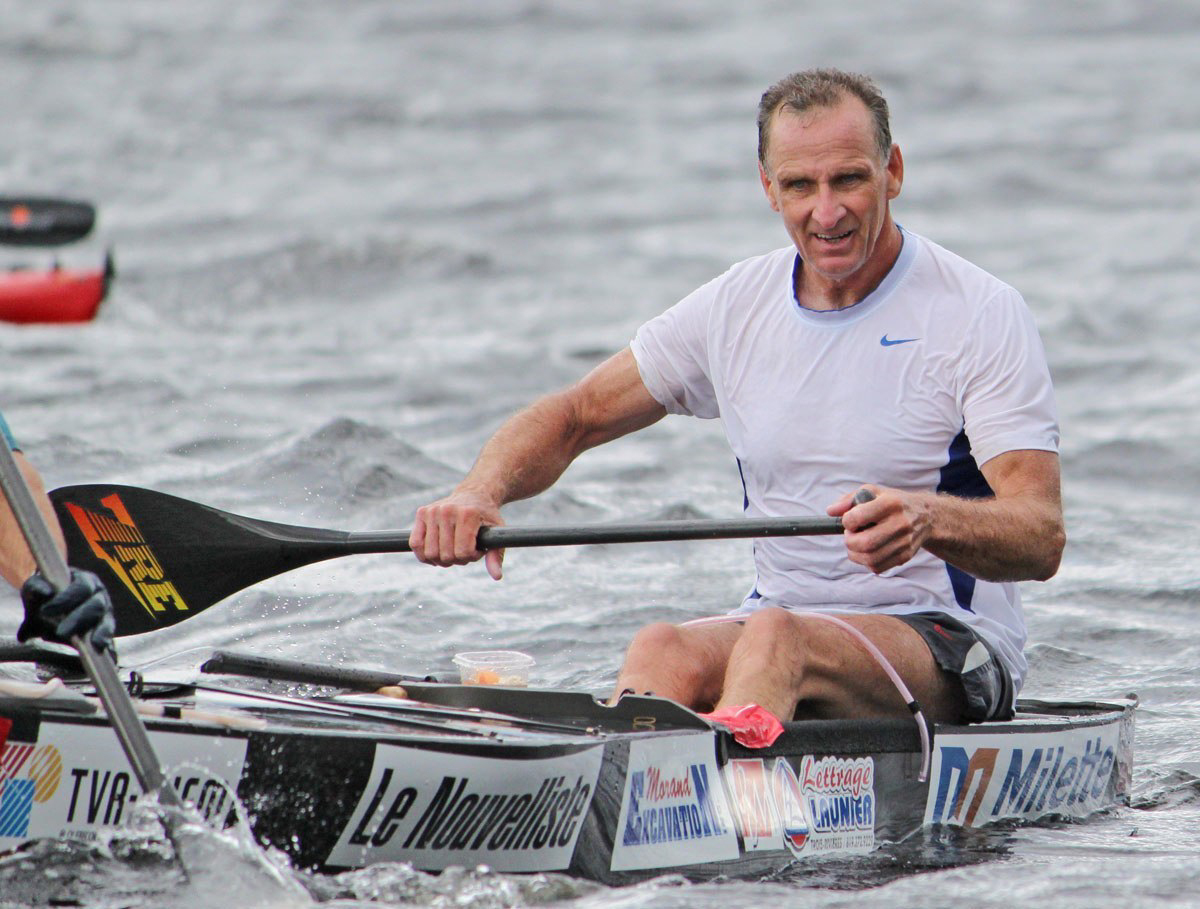
Однолопатеве весло для каное
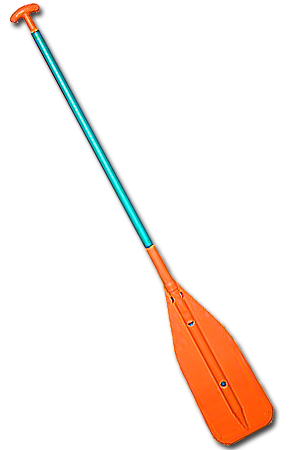
Весло для рафтингу

### За типом судна
Весла отримують назву від роду шлюпки, для якої зроблені, наприклад:
- Баркасні — для баркасів
- Катерні — для гребних катерів
- Вельботні — для вельботів
- Шісткові — для шестимісних човнів

До весел належать гребки, короткі весла (здебільшого з круглими лопатями), які вживаються у вузьких каналах.
На кожній шлюпці весла отримують назву від місця та сторони, на якій гребуть цим веслом:
- Загрібне весло з правого (перше від корми на правій стороні),
- Загрібне весло з лівого (третє від корми на лівій стороні шлюпки).

## Командні слова при веслуванні
При веслуванні вживаються різні командні слова:
- Берег і весла — бути обережнішим з веслом (при проходженні біля берега, скель чи плавучих предметів).
- Весла — команда для початку чи відновлення веслування.
- Весла на держак — держати весла вертикально лопатями уверх (для віддання честі в урочистих випадках).
- Весла на укол — відштовхуватися ручками весел від ґрунту при знятті шлюпки з мілини.
- Весла під рангоут (на шлюпках з розпашними веслами Весла під планшир) — трошки втягнути весла держаками досередини, розташувавши їх горизонтально, подається для короткочасного відпочинку веслярів.
- Весла по борту — втягнути весла держаками досередини (при проходженні вузькостей).
- Гак (Крюк) — підготовча перед «Шабаш!» команда покласти весла і взяти відпорні гаки.
- Заносити весла — піднімати весла над поверхнею води і відводити їх вперед, збираючись зробити гребок.
- Легше гребти — гребти слабкіше.
- Навались — гребти сильніше.
- Сушити весла — припинити веслування.
- Таба́нити — веслувати в протилежний бік для руху кормою наперед, гальмування або повороту човна[17].
- Проводити весло — вести при кожному гребку частину лопаті (не більше 3/4) під водою у напрямку від носа до корму.
- Шабаш — команда прибрати весла.

## Веслові судна
- Унірема — античне судно з одним рядом весел
- Бірема — античне судно з двома рядами весел
- Трієра (трирема) — античне судно з трьома рядами весел
- Квадрирема — античне судно з трьома рядами весел, з двома веслярами на весло
- Квінквірема — античне судно з трьома рядами весел
- Гексера (сексера, сексирема) — античне судно з трьома рядами весел, з трьома веслярами на весло
- Галера
- Ял
- Гічка